# Ludwig Thormaehlen
Ludwig Thormaehlen (* 24. Mai 1889 in Hanau; † 3. Mai 1956 in Bad Ems) war ein deutscher Bildhauer und Kunsthistoriker. 

## Leben
Ludwig Thormaehlen wurde als Sohn des Architekten Emil Thormählen in Hanau geboren. Er wuchs in Magdeburg auf, wo er die unter der Leitung seines Vaters stehende Kunstgewerbeschule besuchte. Anschließend studierte er Kunstwissenschaft in Berlin, München, Magdeburg, Freiburg (bei Wilhelm Vöge), Bonn und Straßburg. 
In Berlin stieß er über seinen Magdeburger Jugendfreund Wilhelm Andreae zu einem intellektuellen Kreis um Friedrich Wolters und Berthold Vallentin. 1909 lernte er hier Stefan George kennen und war fortan ein wichtiges Mitglied des George-Kreises.
1914 berief ihn Ludwig Justi an die Nationalgalerie Berlin. Nach dem Ersten Weltkrieg wirkte er am Aufbau der neuen Abteilung im ehemaligen Kronprinzenpalais mit. 1925 wurde Thormaehlen, der den Expressionismus schätzte und u. a. mit Erich Heckel befreundet war, Kustos an der Nationalgalerie, wo er bis 1933 als Mitarbeiter von Ludwig Justi blieb. 1932 kuratierte er die Ausstellung „Neuere Deutsche Kunst“ im Kunstnernes hus in Oslo. Die Schau, die vor allem aufgrund von Thormaehlens Kontakten nach Norwegen, u. a. zu Edvard Munch, zustande gekommen war, feierte in Skandinavien große Erfolge, führte in Deutschland jedoch zu kunstpolitischen Auseinandersetzungen. Von 1933 bis 1937 war er Kustos am Hessischen Landesmuseum Kassel. Zum 1. Mai 1937 trat er der NSDAP bei.
Neben seiner Arbeit als Museumsmitarbeiter war Thormaehlen als Bildhauer tätig. Er gestaltete vor allem Büsten und Porträts Stefan Georges und seiner Freunde.

## Politische Ausrichtung
Innerhalb des George-Kreises gehörte Thormaehlen zu den heftigsten Antisemiten. Schon vor 1933 fiel er durch antisemitische Ausfälle auf, wobei er sich etwa auf Alfred Schuler bezog:

„Wir haben uns zwar wegen Schulers allzuwüster Begeiferung des Judentums von ihm gelöst [sog. ‚Kosmiker-Krise‘ von 1903/1904, in der sich der Kreis der Münchner Kosmiker wegen der antisemitischen Invektiven Schulers und Ludwig Klages’ auflöste], aber, ich glaube es nicht zurückhalten zu müssen: Bisweilen stoßen mir seine Flüche ins Ohr wie Drommetenstöße, die wieder näherkommen. Zum Beispiel gerade jetzt im Fall Flechtheim [der Kunsthändler Alfred Flechtheim, über den sich Thormaehlen ereiferte] seine ‚blutsaugerischen Vampire!‘.“

Die Machtübergabe an die Nationalsozialisten 1933 begrüßte er. Thormaehlens Antisemitismus richtete sich nun auch gegen die jüdischen Mitglieder innerhalb des George-Kreises. In einem Brief an Robert Boehringer vom Dezember 1934 kam er zu dem Schluss, „dass bei einem Bündnis oder einer Freundschaft der Nicht-jüdische Teil nicht unter 51prozentig in Wert und Gewicht sein darf. Wenn diese Freundschaften und Bündnisse sehr gewinnbringend, heilvoll und nützlich sein sollen nach allen Seiten. [...] Es ist kein Geheimnis und ein ausnahmsloses Gesetz, dass stets und immer dieselbe israelitische Grösse, die einen Partner der 51%ig ist oder solang er 51%ig ist den höchstmöglichen Gewinn, Bereicherung und Steigerung bringt, einem nur 49%igen nicht-jüdischen Partner nichts als Lähmung, Hinderung, Verkümmerung bereitet, ob er es will oder nicht, sogar gerade, wenn er es nicht will.“ Dies hatte auch für die „Freundschaften“ innerhalb des Kreises Konsequenzen: „Ich wünsche zweien unserer nicht-deutschstämmigen Freunde, jetzt, wo d. M. [der Meister = George, der im Dezember 1933 gestorben war] nicht mehr da ist, eigentlich, gerade, weil ich sie liebe, ein baldiges und unerwartetes Ende, damit, was sie Gutes leisteten und taten, nicht geschmälert werde, und wir nicht eines Tags gezwungen sind, gegen sie einzuschreiten.“

## Werke (Auswahl)
- Magdeburg: Kriegerdenkmal 1914–18 für die gefallenen Lehrer und Schüler des Gymnasiums im Kreuzgang des Klosters Unser Lieben Frauen (enthüllt 21. August 1921)
Neben den Namenstafeln schuf Thormaehlen eine Büste seines im Weltkrieg durch Freitod aus dem Leben geschiedenen Freundes Bernhard von Uxkull.

## Schriften
- Die Zukunft der National Galerie. Berlin 1910.
- Der Ausbau der National-Galerie. Berlin 1913.
- Der Umbau in der National-Galerie. Berlin 1914.
- Offener Brief an Karl Scheffler. In: ZfbK. (Beilage). 54 (30), 1918/1919.
- Habemus Papam! Bemerkungen zu Schefflers Bannbulle „Berliner Museumskrieg“. Berlin 1921.
- Hans Thoma. Hundert Gemälde aus deutschem Privatbesitz. Berlin 1922.
- Verzeichnis der Schack-Galerie. Vorwort. München 1923.
- Bernhard Koehler. Grabrede Berlin 1927.
- Von Corinth bis Klee. Deutsche Malkunst im 19. und 20. Jahrhundert. Ein Gang durch die National-Galerie. Berlin 1931.
- Von Runge bis Thoma. Deutsche Malkunst im 19. und 20. Jahrhundert. Ein Gang durch die National-Galerie. Berlin 1932.
- Aus. Wiedersehen mit Museumsgut. Katalog. Berlin 1946.
- Aufbau der Berliner Museen. In: ZfK. I. 1947.
- Nachruf auf Heinrich Wölfflin. In: JbAdW. 1951.
- Meisterwerke der Dresdner Galerie, ausgestellt in der National-Galerie. Anregungen zum genauen Betrachten. Berlin 1955.
- Erinnerungen an Stefan George. Dr. Ernst Hauswedell & Co Verlag, Hamburg 1962 (postum).